# Fuel (jeu vidéo)
Pour les articles homonymes, voir Fuel.
Fuel est un jeu vidéo de course développé par Asobo Studio et édité par Codemasters. Dévoilé en août 2008 au cours de la Games Convention, le jeu est sorti le 28 mai 2009 sur PlayStation 3, le 5 juin sur Xbox 360 et le 2 juillet sur PC.
Le jeu permet de participer à des courses off-road dans un environnement très ouvert, il propose un terrain jouable de 14 400 kilomètres carrés avec un certain nombre d'environnements (déserts, montagnes enneigées, région de grands lacs, etc). Le joueur peut mettre la main sur un total de plus de 70 véhicules, un mode multijoueurs est présent et jouable jusqu'à 16 participants.

## Scénario
Fuel se déroule dans un présent alternatif où la Terre est ravagée par des catastrophes naturelles très fréquentes, conséquences directes du réchauffement climatique causé par une activité humaine intensive et irraisonnée. Dans ce contexte, les prix du pétrole ayant atteint des sommets, des pilotes s'affrontent dans des courses effrénées au volant ou au guidon de leurs bolides, afin de récupérer ce fuel devenu si rare.

## Système de jeu
L'originalité présente dans Fuel est que, contrairement à beaucoup de jeux de ce type, les épreuves se déroulent en environnement ouvert : le joueur a une liberté totale de mouvement dans les différentes régions qui composent la carte de 14 400 kilomètres carrés (soit 120 km de longueur sur 120 km de largeur), ce qui lui a valu une récompense par le Guinness World Record pour « l'aire de jeu la plus grande dans un jeu vidéo console ».
Un autre élément clé du jeu réside dans l'importance des effets météorologiques, tels que les tempêtes de sable, orages, tornades et autres, qui interviennent au cours du jeu et plus particulièrement dans certaines épreuves, ce qui oblige le joueur à adapter sa stratégie et sa façon de jouer.

## Récompenses
- Milthon 2009 du meilleur graphisme
  - Nommé au Milthon du meilleur jeu sur console de salon

## Promotion
Ce jeu bénéficie d'une démo disponible sur le PlayStation Store depuis le 9 juillet 2009, téléchargeable également sur d'autres plates-formes telles que Steam sur PC.